# Tertul·lià
Quint Septimi Florent Tertul·lià (llatí: Quintus Septimius Florens Tertullianus, vers 150 a 160? - 220 a 240?), dit sovint simplement Tertul·lià, fou un dels pares de l'Església cristiana, apologeta, escriptor, filòsof i jurista. És esmentat per sant Jeroni, qui és la principal font i gairebé l'única de la biografia personal.

## Biografia
Hi ha poques evidències fiables sobre la vida de Tertul·lià; la majoria del coneixement prové de referències de passatge en els seus propis escrits. L'Àfrica romana era famosa com la llar dels oradors, i aquesta influència es pot veure en el seu estil d'escriptura amb els seus arcaismes o provincialismes, les seves imatges brillants i el seu temperament apassionat. Va ser un erudit amb una excel·lent educació. Va escriure normalment en llatí, però també va escriure almenys tres llibres en grec, cap dels quals s'ha conservat.
Probablement era nadiu de Cartago i fill d'un centurió proconsular, càrrec que es creu que era equivalent a un assessor militar del governador. Va créixer sota Septimi Sever i Caracal·la. Sabem que era casat perquè va dedicar un llibre a la seva dona, probablement molt més jove que ell. Algunes fonts el descriuen com a berber. El lingüista René Braun va suggerir que era d'origen púnic però va reconèixer que és difícil decidir-se ja que l'herència de Cartago s'havia convertit en comú als berbers. La pròpia comprensió de Tertul·lià de la seva ètnia ha estat qüestionada: Es va referir a si mateix com a Poenicum inter Romanos (lit. ‘Púnic entre els romans’) en el seu llibre De Pallio i va reivindicar Àfrica com la seva pàtria. Segons la tradició de l'església, Tertul·lià es va criar a Cartago. Jeroni va afirmar que el pare de Tertul·lià ocupava el càrrec de centurio proconsularis ('ajudant de camp') a l'exèrcit romà a Àfrica.
S'ha afirmat que Tertul·lià va ser un advocat de formació i un sacerdot ordenat. Aquestes afirmacions es basen en els relats d’Eusebe de Césarée, Història de l'Església, II, ii. 4, i De viris illustribus ('Sobre els homes famosos') de Jeroni d'Estridó, capítol 53.  També s'ha pensat que Tertul·lià era un advocat, basant-se en el seu ús d'analogies jurídiques i en una identificació d'ell amb el jurista Tertullianus, que és citat als Digest. Encara que Tertul·lià va utilitzar un coneixement del dret romà en els seus escrits, els seus coneixements legals no superen de manera demostrable el que es podria esperar d'una educació romana suficient. Els escrits de Tertul·lià, un advocat del mateix agnomen, existeixen només en fragments i no denoten explícitament una autoria cristiana. La noció de Tertul·lià com a sacerdot també és qüestionable. En els seus escrits existents, mai es descriu a si mateix com a ordenat a l'església  i sembla situar-se entre els laics.
La seva conversió al cristianisme potser va tenir lloc cap a l'any 197–198 (cf. Adolf Harnack, Bonwetsch i altres), però els seus antecedents immediats es desconeixen tret que se'n conjectures a partir dels seus escrits. L'esdeveniment degué ser sobtat i decisiu, transformant alhora la seva pròpia personalitat. Escriu que no podria imaginar una vida realment cristiana sense una ruptura tan conscient, un acte radical de conversió: «Els cristians es fan, no neixen» (Apol., xviii). Dos llibres adreçats a la seva dona confirmen que estava casat amb una dona cristiana.
Com Lactanci, mantingué una postura contrària a la filosofia, que considerava un camí desencertat per arribar a la veritat, atès que totes les heretgies es fonamenten en la filosofia. Calia creure precisament el que era absurd (credo quia absurdum est), ja que el que no era absurd es podia entendre. La fe, com a misteri intel·ligible, no necessitava diàleg amb la filosofia, atès que era totalment absurda davant de la lògica humana.
Introduïa jocs de llenguatge en els seus escrits i els seus discursos, revestits de la formalitat jurídica en què havia estat format. Sembla que la paraula moderna tertul·lià deriva de la seva figura
En ls anys de maduresa (al voltant de 207), es va sentir atret per la Nova profecia del montanisme, però avui la majoria dels estudiosos rebutgen l'afirmació que Tertul·lià va abandonar l'església principal o va ser excomunicat.  «Ens hem de preguntar si sant Ciprià hauria pogut considerar Tertul·lià com el seu mestre si Tertul·lià hagués estat un cismàtic notori. Com que cap escriptor antic era més definit (si no fanàtic) sobre aquest tema del cisma que sant Ciprià, el Segurament la pregunta s'ha de respondre negativament».
En temps d’Agustí d'Hipona, un grup de tertul·lians tenia encara una basílica a Cartago, que en el mateix període va passar a l'església orthodoxa. No és clar si el nom era només un altre per als montanistes nord-africans  o que significa que Tertul·lià més tard es va separar amb els montanistes i va fundar el seu propi grup.
Jeroni diu que Tertul·lià va viure fins a la vellesa. Per les obres doctrinals que va publicar, Tertul·lià es va convertir en el mestre de Cebrià i el predecessor d'Agustí, una figura clau de la teologia occidental.

## Escrits

### Caràcter general
Es conserven trenta-una obres, juntament amb fragments d'altres. S'han perdut una quinzena d'obres en llatí o grec, algunes tan recentment com el segle IX (De Paradiso, De superstizione saeculi, De carne et anima eren totes existents al Codex Agobardinus ara malmès l'any 814 dC). Els escrits de Tertul·lià cobreixen tot el camp teològic de l'època: apologètica contra el paganisme i el judaisme, la polèmica, la política, la disciplina i la moral, o tota la reorganització de la vida humana sobre una base cristiana; van donar una imatge de la vida religiosa i un pensament de l'època que és de gran interès per a l'historiador de l'església.
Com altres primers escriptors cristians, Tertul·lià va utilitzar el terme paganus per significar civil en contrast amb els soldats de Crist. El motiu de Soldat de Crist no va assumir el significat literal de participació en la guerra fins que les doctrines de l'Església que justificaven la participació cristiana en la batalla es van desenvolupar al voltant del segle V. En els escrits de Tertul·lià del segle II, paganus significava un civil que no tenia autodisciplina. A De Corona Militis XI. V escriu:
| Apud hunc [Christum] tam miles est paganus fidelis quam paganus est miles fidelis. | Amb Ell [Crist] el ciutadà fidel és un soldat, de la mateixa manera que el soldat fidel és un ciutadà. |

### Cronologia i continguts
La cronologia dels seus escrits és difícil de fixar amb certesa. En la seva obra contra Marció, que anomena la seva tercera composició sobre l'heretgia marcionita, en dona la data com l'any quinze del regnat de Sever (Adv. Marcionem, i.1, 15) –que seria aproximadament el 208.
Els escrits es poden dividir segons la seva temàtica, dividint-se en dos grups: Escrits apologètics i polèmics, com Apologeticus, De testimonio animae, l’antijueu Adversus Iudaeos, Adv. Marcionem, Adv. Praxeam, Adv. Hermogenem, De praescriptione hereticorum i Scorpiace van ser escrits per contrarestar el gnosticisme i altres doctrines religioses o filosòfiques. L'altre grup està format per escrits pràctics i disciplinaris, per exemple, De monogamia, Ad uxorem, De virginibus velandis, De cultu feminarum, De patientia, De pudicitia, De oratione i Ad martyras.
Entre els seus escrits apologètics, l'Apologeticus, adreçat als magistrats romans, és una defensa més acre del cristianisme i dels cristians davant els retrets dels pagans, i un important llegat de l'Església antiga, proclamant el principi de la llibertat de religió com a inalienable. drets humans i exigint un judici just per als cristians abans que siguin condemnats a mort.
Així doncs, cultivà els gèneres apologètic, inspirat en els precedents de literatura cristiana grega de la diatriba i el protrèptic; l'epístola i el sermó, inspirats en la carta i el discurs hel·lènics, i finalment el tractat teològic. Pel que fa a la llengua, Tertul·lià, juntament amb els primers autors cristians en llengua llatina, desenvolupa l'anomenat llatí cristià. Aquesta modalitat idiomàtica s'inclina conscientment pel llenguatge popular oral, i es deixa influir pel grec bíblic hel·lenístic.
Tertul·lià va ser el primer a desmentir les acusacions que els cristians sacrificaven infants a la celebració de la Cena del Senyor i van cometre incest. Va assenyalar la comissió d'aquests crims al món pagà i després va demostrar amb el testimoni de Plini el Jove que els cristians es van comprometre a no cometre assassinats, adulteri o altres crims. Va adduir la inhumanitat dels costums pagans com l'alimentació de la carn dels gladiadors a les bèsties. Va argumentar que els déus no existeixen i, per tant, no hi ha cap religió pagana contra la qual els cristians puguin ofendre. Els cristians no es dediquen al culte insensat dels emperadors, que ho fan millor: resen per ells, i que els cristians poden permetre's ser torturats i morts, i com més són abatuts més creixen; «La sang dels cristians és llavor» (Apologeticum, 50). A la De Praescriptione desenvolupa com a idea fonamental que, en una disputa entre l'Església i una part que es separa, tota la càrrega de la prova recau en aquesta última, ja que l'Església, en possessió de la tradició ininterrompuda, és per la seva mateixa existència un garantia de la seva veritat.
Els cinc llibres contra Marció, escrits el 207 o el 208, són els més complets i elaborats de les seves obres polèmiques, inestimables per avaluar la visió paleocristiana del gnosticisme. Tertul·lià ha estat identificat per Jo Ann McNamara com la persona que originalment va invertir la verge consagrada com a núvia de Crist, cosa que va ajudar a portar la verge independent sota el domini patriarcal.
Els estudiosos del passat que van acceptar la teoria montanista també han dividit el seu treball en obres catòliques anteriors i les posteriors suposadament montanistes (cf. Harnack, ii.262 ss.), amb l'objectiu de mostrar el canvi de punts de vista que va patir la ment de Tertul·lià.

### Manuscrits
El primer manuscrit (còpia manuscrita) de qualsevol de les obres de Tertul·lià data del segle VIII, però la majoria són del XV. Hi ha cinc col·leccions principals d'obres de Tertul·lià, conegudes com a Cluniacense, Corbeiense, Trecense, Agobardinum i Ottobonianus. Algunes de les obres de Tertul·lià s'han perdut. Actualment, també s'han perdut tots els manuscrits de la col·lecció Corbeiense, tot i que la col·lecció perviu en les primeres edicions impreses.

## Obres

Opera omnia, 1598

Tertul·lià, gràcies a la seva formació retòrica i inspiració en els Pares de l'Església grecs, és l'escriptor que assentà les bases per a fer del llatí cristià un nou llenguatge artístic.
Obres escrites sent ortodox:
- 1. De Poenitentia
- 2. De Oratione
- 3. De Baptismo
- 4. Ad Uxorem Libri II
- 5. Ad Martyres
- 6. De Patientia
- 7. Adversus Judaeos Liber
- 8. De Praescriptione Hereticorum

Obres escrites probablement sent montanista:
- 9. Adversus Marcionem Libri V
- 10. De Anima
- 11. De Carne Christi
- 12. De Resurrectione Carnis
- 13. Adrersus Praxeam
- 14. Scorpiace (σκορπιακη)
- 15. De Corona Militis
- 16. De Virginibus velandis
- 17. De Fuga in Persecutione
- 18. De Exhortatione Castitatis Liber
- 19. De Monogamia
- 20. De Jejuniis
- 21. De Pudicitia
- 22. Adversus Valentinianos
- 23. Ad Scapulam
- 24. De Spectaculis
- 25. De Idololatria
- 26. De Cultu Feminarum Libri II

Obres que no se sap amb certesa quan foren escrites:
- 27. Apologia
- 28. Ad Nationes Libri II
- 29. De Testimonio Animae
- 30. De Pallio
- 31. Adversus Hermogenem

Altres obres de Tertul·lià de les que només consta el títol
- 1. De Vestibus Aaron
- 2. Ad Amicum Philosophum
- 3. De Censu Animae
- 4. De Spe fidelium
- 5. De Paradiso
- 6. De Ecstasi
- 7. De Animae Summissione
- 8. De Superstitione Saeculi
- 9. De Carne et Anima
- 10. Adversus Apelliacos
- 11. De Incommodis Nuptiarum

Obres atribuïdes erròniament:
- 1. De Trinitate
- 2. De Cibis Judaicis
- 3. De Haeresibus
- 4. De Definitionibus Fidei
- 5. Poemes:
  - Sodoma
  - De Liyno Vitae
  - De Judicio Domini
  - Carmen ad Senatorem
  - Adversus marcionem Libri V &c